# Січень 2003
Січень 2003 — перший місяць 2003 року, що розпочався у середу 1 січня та закінчився у п'ятницю 31 січня.

## Події
- 1 січня — Луїз Інасіу Лула да Сілва став тридцять сьомим президентом Бразилії.
- 7 січня — Кобі Браянт побив рекорд НБА за кількістю трьохочкових кидків за гру.
- 16 січня — Верховна Рада України ухвалила Цивільний кодекс України
- 21 січня — землетрус у Мексиці.